# Stylogyne turumiquirensis
Stylogyne turumiquirensis är en viveväxtart som beskrevs av Julian Alfred Steyermark. Stylogyne turumiquirensis ingår i släktet Stylogyne och familjen viveväxter. Inga underarter finns listade i Catalogue of Life.